# Абкайк – Шедгам
Абкайк – Шедгам – складова трубопровідної інфраструктури саудійського газопереробного заводу Шедгам.
В 1980 році почав роботу газопереробний завод Шедгам, що знаходиться на однойменному блоці найбільшого в світі нафтового родовища Гавар. Окрім попутного газу з північних блоків Гавару він також працює з попутним газом нафтового родовища Абкайк. Для доставки останнього в 1981-му проклали трубопровід ABGG-1 (Abqaiq Gas Gasering-1), який прямує від належної до облаштування Абайку установки сепарації нафти та газу №6 (GOSP-6). Він має довжину 54 км та виконаний в діаметрі 1050 мм.
Крім того, проклали перемички від інших установок сепарації, зокрема, довжиною 11 км з діаметром 750 мм між GOSP-2 та GOSP-6 та довжиною 2 км та діаметром 400 мм від GOSP-5.